# Resolutie 1340 Veiligheidsraad Verenigde Naties
Resolutie 1340 van de Veiligheidsraad van de Verenigde Naties werd unaniem door de Veiligheidsraad van de Verenigde Naties aangenomen op 8 februari 2001.

## Achtergrond
In 1980 overleed de Joegoslavische leider Tito, die decennialang de bindende kracht was geweest tussen de zes deelstaten van het land. Na zijn dood kende het nationalisme een sterke opmars en in 1991 verklaarde Bosnië en Herzegovina zich onafhankelijk. De Servische minderheid in het land kwam hiertegen in opstand en begon een burgeroorlog, waarbij ze probeerden de Bosnische volkeren te scheiden. Tijdens die oorlog vonden massamoorden plaats waarbij tienduizenden mensen omkwamen. In 1993 werd het Joegoslavië-tribunaal opgericht, dat de oorlogsmisdaden die hadden plaatsgevonden moest berechten.

## Inhoud
De Veiligheidsraad:
- Herinnert aan de resoluties 808, 827, 1166 en 1329.
- Overwoog de nominaties voor rechter in het Internationaal Tribunaal voor Voormalig Joegoslavië die de secretaris-generaal ontving.
- Stuurt volgende nominaties door naar de Algemene Vergadering:

1.  Carmel Agius
2.  Richard Allen Banda
3.  Amin El Mahdi
4.  Mohamed el-Habib Fassi-Fihri
5.  David Hunt
6.  Claude Jorda
7.  O-gon Kwon
8.  Liu Daqun
9.  Abderraouf Mahbouli
10.  Richard May
11.  Theodor Meron
12.  Florence Ndepele Mwachande
13.  Rafael Nieto Navia
14.  Leopold Ntahompagaze
15.  Fons Orie
16.  Fausto Pocar
17.  Jonah Rahetlah
18.  Patrick Lipton
19.  Almiro Rodrigues
20.  Miriam Defensor-Santiago
21.  Wolfgang Schomburg
22.  Mohamed Shahabuddeen
23.  Demetrakis Stylianides
24.  Krister Thelin
25.  Volodymyr Vasylenko
26.  Karam Chand Vohrah

## Verwante resoluties
- Resolutie 1329 Veiligheidsraad Verenigde Naties (2000)
- Resolutie 1335 Veiligheidsraad Verenigde Naties
- Resolutie 1345 Veiligheidsraad Verenigde Naties
- Resolutie 1350 Veiligheidsraad Verenigde Naties

Lijst ·  1335 ·  1336 ·  1337 ·  1338 ·  1339 ·  1340 ·  1341 ·  1342 ·  1343 ·  1344 ·  1345 ·  1346 ·  1347 ·  1348 ·  1349 ·  1350 ·  1351 ·  1352 ·  1353 ·  1354 ·  1355 ·  1356 ·  1357 ·  1358 ·  1359 ·  1360 ·  1361 ·  1362 ·  1363 ·  1364 ·  1365 ·  1366 ·  1367 ·  1368 ·  1369 ·  1370 ·  1371 ·  1372 ·  1373 ·  1374 ·  1375 ·  1376 ·  1377 ·  1378 ·  1379 ·  1380 ·  1381 ·  1382 ·  1383 ·  1384 ·  1385 ·  1386